# Maiestas Domini
|  | No s'ha de confondre amb Pantocràtor o Crist Majestat. |

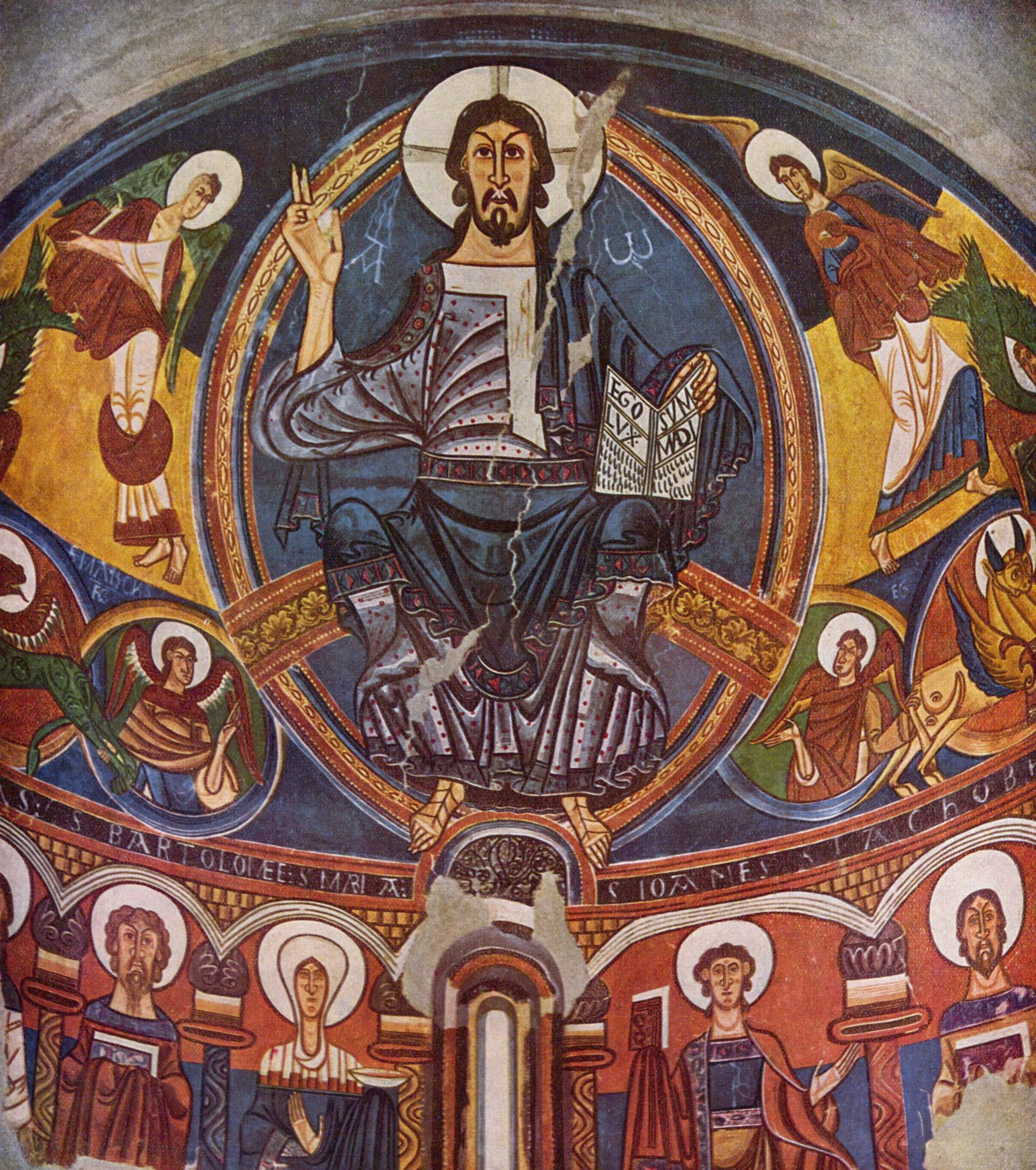
Maiestas Domini de Sant Climent de Taüll

La Maiestas Domini (en llatí, 'la Majestat del Senyor') o Crist en Majestat és una iconografia del cristianisme, carregada de simbolismes, que representa la manifestació de Déu Totpoderós, senyor de l'Univers. És molt representativa de l'art romànic. Consisteix en la imatge de Déu assegut en un tron, amb la seva mà dreta aixecada fent el gest de beneir i aguantant el Llibre de la vida amb l'esquerra. Normalment es presenta acompanyada del Tetramorf, és a dir, els símbols dels evangelistes.
També rep el nom grec de Pantocràtor. ja que la Maiestas Domini i el Pantocràtor representen, en origen, un mateix concepte teològic. Ara bé, des del punt de vista de la iconografia es tendeix a remarcar les diferències entre Maiestas Domini i Pantocràtor, ja que ambdues iconografies presenten algunes diferències i, sobretot, es desenvolupen en contextos culturals diferents. Així, la Maiestas Domini és l'habitual a l'Europa occidental i es caracteritza per representar el Totpoderós de cos sencer, assegut en un tron. En canvi, l'art romà d'Orient prefereix una representació de Déu de bust o de mig cos que és la que preferentment s'anomena Pantocràtor.
Tota una altra cosa són les representacions de Crist crucificat vestit amb túnica i sovint amb corona popularment anomenades Majestats o Crist Majestat. que no s'han de confondre amb la Maiestas Domini malgrat la similitud terminològica.

## Història

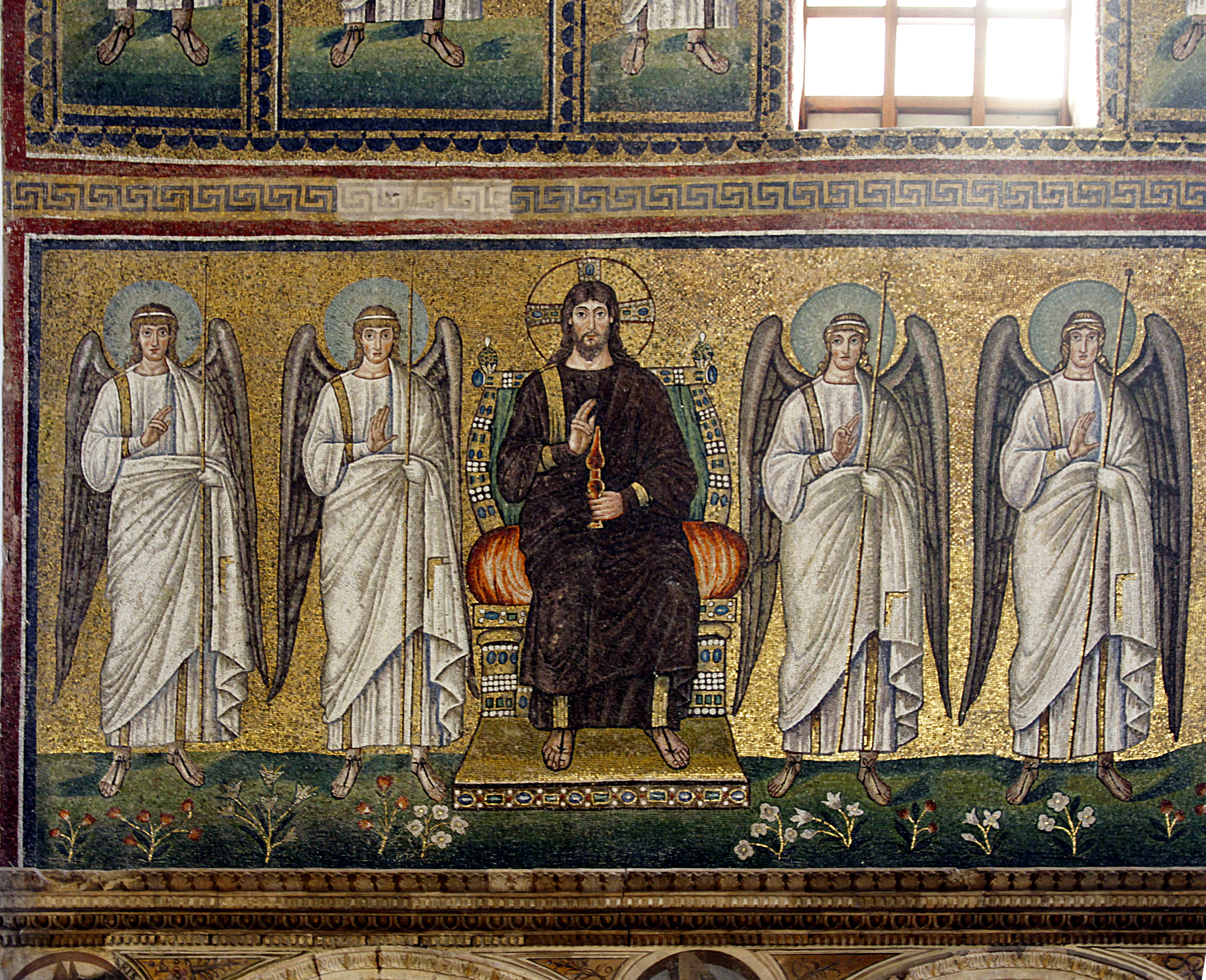
Sant'Apollinare Nuovo

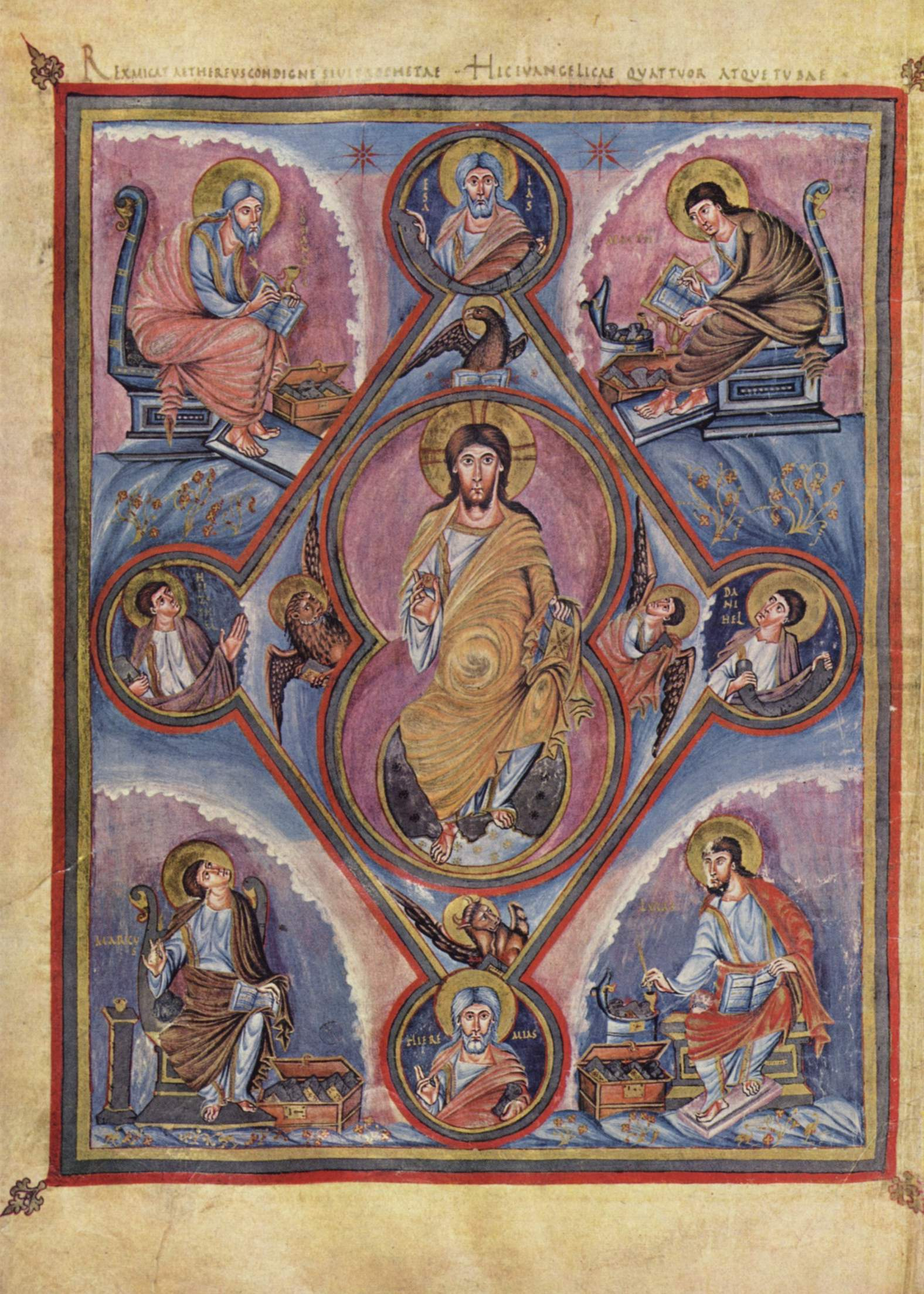
Haregarius 001

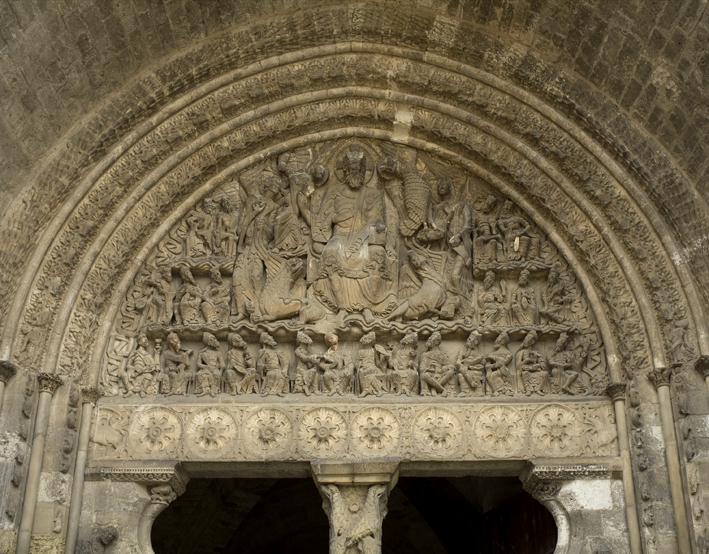
Moissac, Abbaye Saint-Pierre-PM 15080

La iconografia de la Maiestas Domini registra un procés evolutiu que comença amb l'assimilació cristiana de la representació de l'emperador entronitzat i culmina amb la integració d'aquesta a la representació del Segon adveniment de Jesucrist (Parusia). Posteriorment, la seva evolució dona lloc a altres temes iconogràfics com el Crist Jutge o el Crist Salvador del món (Salvator Mundi). Una altra derivació de la Maiestas Domini és la representació de la Mare de Déu en majestat o Maestà.
El concepte de Maiestas (Majestat) té el seu origen al món romà i expressa la grandesa i el poder de l'emperador. El Cristianisme el va fer seu per aplicar-lo a Déu, sobretot a partir de Tertul·lià (segles I-II), Tanmateix, les primeres representacions plàstiques d'aquest concepte no apareixen fins a la fi del segle iv, arran de l'oficialització de la religió cristiana. Una de les més antigues seria la de l'absis de la Basílica de Santa Prudenciana, a Roma, on es veu Crist assegut en un tron com si fos l'emperador i envoltat pels apòstols, mentre a sobre seu, dalt del cel, apareixen els símbols dels quatre evangelistes (Tetramorf).

### Assimilació cristiana de la iconografia imperial romana
Als mosaics de Ravenna, del segle vi. es troben representacions diverses del Crist entronitzat. A l'absis de la basílica de Sant Vidal hi apareix com un emperador Romà, jove, sense barba i assegut damunt d'una esfera o globus terraqüi que simbolitza el seu poder universal. A la basílica de Sant Apol·linar el Nou hi apareix assegut en un tron, beneint i envoltat per quatre àngels.
L'art carolingi i l'art otonià van fer seva aquesta iconografia derivada de la iconografia imperial romana i la van utilitzar indistintament per a representar el propi emperador (Sacramentari d'Enric II, de començaments del segle xi) o bé per a representar Déu (Evangeliari de Godescalc, dit també Evangeliari de Carlemany, del segle viii)

### Integració de laMaiestasi el Tetramorf als manuscrits carolingis
Va ser al scriptorium carolingi de Sant Martí de Tours, durant el segle ix on es va consolidar la integració en una sola imatge simbòlica de la representació del Crist en Majestat derivada de la representació de l'emperador entronitzat i els símbols dels Quatre Evangelistes, l'anomenat Tetramorf. Aquesta imatge (Crist en Majestat l + Tetramorf) la podem trobar ocupant un lloc preferent en manuscrits produïts a Tours durant el segle ix tals com l'Evangeliari de Lotari, la primera Bíblia de Carles el Calb o la Bíblia de Moutier-Grandval.
Segueix trobant-se en llibres manuscrits del segle x com l'evangeliari dit Còdex de Gero, produït a l'Illa monàstica de Reichenau o el Beatus de Girona.
La integració de la Maiestas amb el Tetramorf consolida la diferenciació de la manera occidental de representar el Totpoderós respecte del Pantocràtor romà d'Orient de mig cos.

### L'art romànic: el segon adveniment de Jesucrist o Parusia.
Les formulacions iconogràfiques desenvolupades a les pàgines dels manuscrits carolingis estableixen els models que l'art romànic adoptarà i plasmarà en formats monumentals, sempre en un lloc preferent de les esglésies. A l'interior, pintat als absis o bé als frontals dels altars. A l'exterior, esculpit, presidint les portades de les esglésies. Vegeu més avall una llista d'exemples representatius de la Maiestas Domini en l'art romànic.
L'art romànic representa la màxima expansió de la iconografia de la Maiestas Domini. De la mateixa manera que als seus orígens s'establia una clara correlació entre la representació de Déu entronitzat i la de l'emperador en majestat, els historiadors assenyalen que la proliferació de la Maiestas Domini en l'art romànic esdevé una expressió clara de l'ordre feudal, del seu caràcter immutable i de la seva rígida jerarquia, al capdamunt de la qual se situava Déu.
Potser per això, la societat urbana del gòtic, una societat més dinàmica, preferirà altres formes de representar Déuː a partir del segle xiii, el tema de la Maiestas Domini ja no és tan predominant i en lloc seu s'expandeixen la iconografia del Judici Final o la Coronació de la Verge.

## Descripció iconogràfica
La iconografia més habitual de la Maiestas Domini mostra el Crist en Majestat assegut a un tron, emmarcat per una màndorla i envoltat pel Tetramorf, és a dir, de quatre vivents o animals que els antics intèrprets dels textos bíblics van identificar amb els Quatre Evangelistes
Déu es representa amb barba i amb els cabells llargs fins a les espatlles. La seva mà dreta la té alçada fent el gest de beneir mentre que amb l'esquerra sosté el Llibre de la Vida, unes vegades tancat i d'altres obert. Acostuma a anar vestit amb túnica i mantell. Els peus els té descalços i sovint reposen damunt d'un coixí o un semicercle que li fa d'escambell. Aquest semicercle representa el món sotmès als peus de Déu.
El Crist acostuma a portar al cap una corona, o bé un nimbe en el qual està inscrita una creu. Sovint l'acompanyen altres elements simbòlics com ara les lletres alfa i omega, primera i última lletra de l'alfabet grec.
Les fonts bíbliques d'aquesta iconografia es troben en la visió de la glòria del Senyor descrita pel profeta Ezequiel al llibre d'Ezequiel 1:4-12 que es repeteix, en termes bastant similars, al llibre de l'Apocalipsi 4:2-8:
“Vaig veure un tron posat en el cel. Al tron hi seia algú que tenia un esclat semblant al jaspi i la cornalina, i el tron era nimbat per un cercle de llum que brillava com la maragda... Del tron sortien llampecs, veus i tronades... En el tron, al seu voltant, hi havia quatre vivents plens d'ulls davant i darrere. El primer vivent era semblant a un lleó; el segon vivent era semblant a un toro; el tercer vivent tenia aspecte d'home, i el quart vivent era semblant a una àguila en ple vol. Cada un dels quatre vivents tenia sis ales, i estaven plens d'ulls que miraven tot al voltant i cap al tron”
Aquesta visió defineix clarament la imatge de Déu entronitzat dins de la màndorla (el "cercle de llum") i envoltat pel tetramorf, interpretat com a representació simbòlica dels quatre evangelistes.
Altres detalls característics de la iconografia de la Maiestas Domini procedeixen de diversos textos bíblics. Per exemple, el semicercle que a vegades es representa als peus de Déu (o que fins i tot apareix fent-li de tron) procedeix d'una cita del profeta Isaïes: “El cel és el meu tron, i la terra, l'escambell dels meus peus”.［Isaïes 66:1］ Mitjançant aquest simbolisme es dona a entendre que tot l'Univers està sotmès al poder de Déu.
Les lletres alfa i omega procedeixen del llibre de l'Apocalipsi 21:6: "Jo sóc l'alfa i l'omega, el principi i la fi" mentre que la inscripció "Ego sum lux mundi" que es veu dins el llibre de la Maiestas de Taüll i en altres Maiestas (Sant Isidor de Lleó, Gènova) prové de l'evangeli segons Joan, on una afirmació com aquesta es repeteix diverses vegades. Per exemple: “Jesús els tornà a adreçar la paraula. Els digué: Jo sóc la llum del món. El qui em segueix no caminarà a les fosques, sinó que tindrà la llum de la vida”.［Joan 8:12］
A part de Ego sum lux mundi, al libre de la Vida obert hi podem trobar inscripcions molt variades, tals com Pax Vobis ("La Pau sigui amb vosaltres", relleu del deambulatori de Sant Serni de Tolosa), Pax leo ("Pau/ Lleó", baldaquí de Ribes), Ego sum qui sum ("Jo sóc el que sóc", al Missal de Sant Ruf), Sanctus Deus ("Sant Déu", Tapís de la creació), Ego sum Via, Veritas et Vita... ("Jo sóc el camí, la veritat i la vida...", Santa Maria de Mur), etc.

## Exemples més representatius en l'art romànic

### Escultura monumental
- Timpà de la portada de l'Abadia de Sant Pere de Moissac
- Relleu del deambulatori de la Basílica de Sant Serni de Tolosa
- Portalada de l'Església de Sant Tròfim d'Arle
- Façana de l'Abadia de Sant Geli
- Portal reial de la Catedral de Chartres
- Façana principal de la Catedral de Gènova
- Façana de l'església de Sant Jaume de Carrión de los Condes
- Església de Sant Joan Baptista de Moarves de Ojeda
- Església de Sant Esteve de Moradillo de Sedano
- Timpà del Pòrtic de la Glòria de la Catedral de Santiago de Compostel·la
- Portada de l'església de Santa Maria la Real de Sangüesa
- Llinda del monestir de Sant Genís de Fontanes
- Potada principal de l'Abadia de Santa Maria d'Arles
- Pòrtic de Santa Maria de Ripoll
- Portalada del claustre de la Catedral de Tarragona

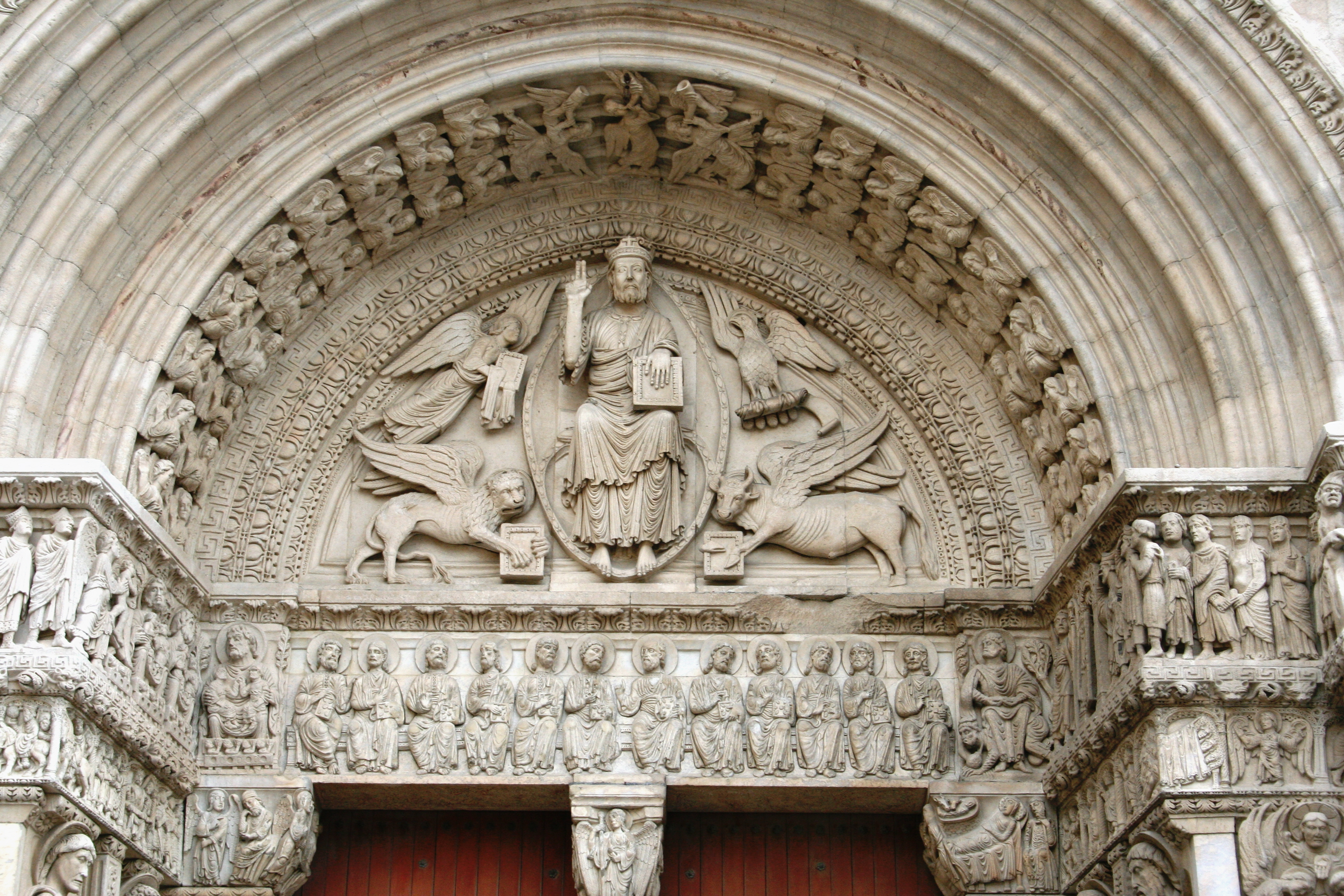
Timpà de l'església de Sant Tròfim d'Arle
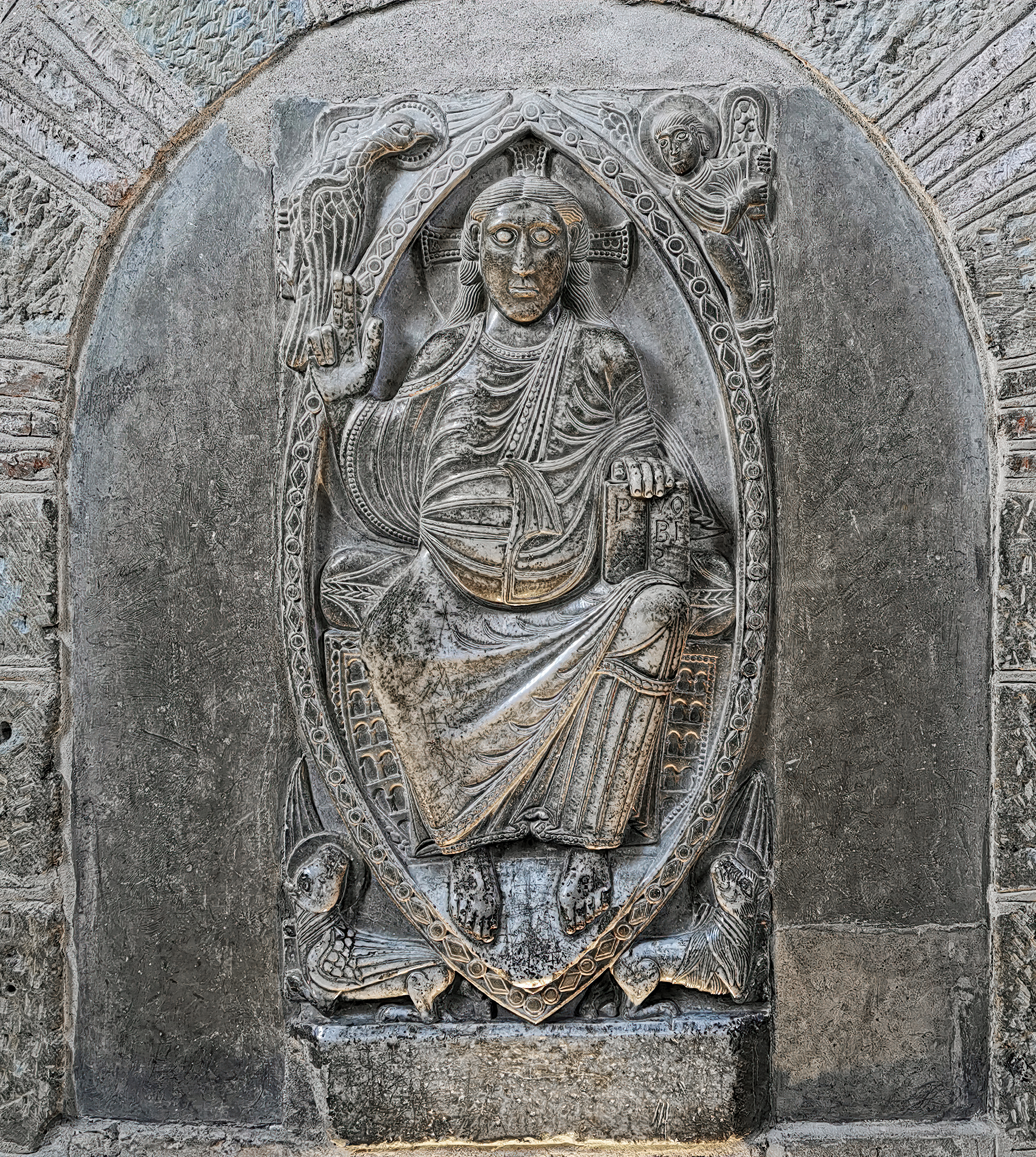
Relleu del deambulatori de Sant Serni de Tolosa
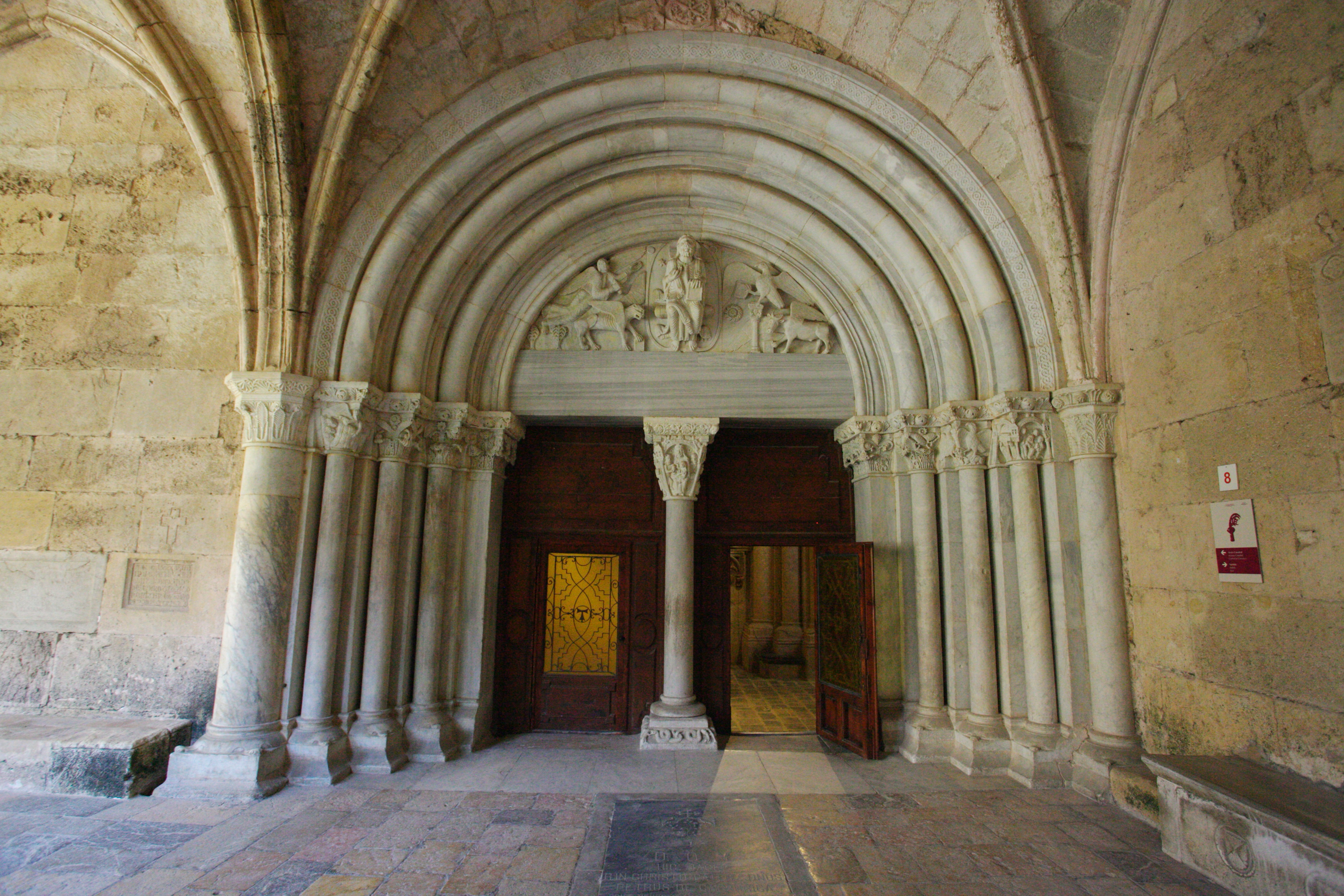
Porta del claustre de la Catedral de Tarragona
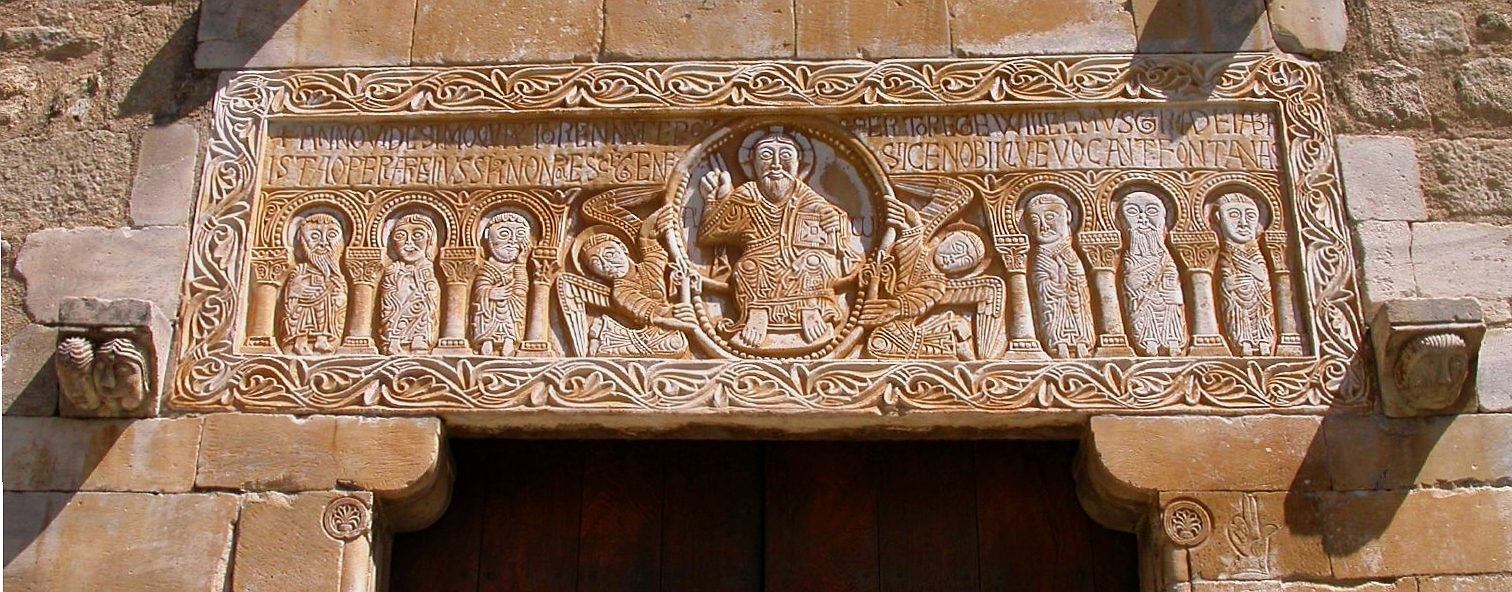
Llinda del monestir de Sant Genís de Fontanes de l'any 1020

### Pintura mural
- La pintura mural romànica catalana ofereix alguns dels millors exemples d'aquesta iconografia. Destaca especialment el conjunt de l'Absis central de Sant Climent de Taüll (MNAC). És igualment notable la Maiestas Domini de Santa Maria de Mur (Museu de Boston) i cal esmentar així mateix les pintures murals de Sant Pau de Fontclara, Sant Pere d'Esterri de Cardós, Santa Eulàlia d'Estaon o les de l'atri de Sant Vicenç de Cardona (MNAC). Més tardà és el Crist en Majestat que formava part de les pintures murals de Santa Maria de Lluçà.
- La pintura mural romànica d'Andorra oferiria exemples d'aquesta iconografia a l'església de Santa Coloma i a Sant Miquel d'Engolasters.
- En la pintura mural romànica espanyola destaquen la Maiestas Domini del panteó reial de Sant Isidor de Lleó i la de l'absis de l'església dels Sants Just i Pastor de Segòvia.
- A França sobresurt la Maiestas Domini pintada a l'absis de la "Capella dels Monjos" de Berzé--la-Ville estretament relacionada amb la important abadia de Cluny
- A Alemanya es pot esmentar la Maiestas que presideix l'absis de l'església de Sant Pere i Sant Pau que es troba a l'illa monàstica de Reichenau
- A Itàlia el tema presenta intereresants particularitats iconogràfiques degudes a una directa influència romana d'Orient, com es pot comprovar a l'absis de Sant'Angelo in Formis o a les pintures del nàrtex de l'abadia de San Pietro al Monte (Civate).

|  |  |  |  |  |

### Pintura sobre taula
- Frontal d'altar d'Ix (MNAC)
- Frontal de la Seu d'Urgell (MNAC)
- Frontal d'altar de Baltarga (MNAC)
- Frontal d'altar d'Esquius (MNAC)
- Baldaquí de Tost (MNAC)
- Frontal d'altar de Sant Martí de Puigbò (MEV)
- Frontal d'altar de Sant Andreu de Sagàs (MEV)
- Baldaquí de Ribes (MEV)
- Frontal d'altar de Sant Sadurní de Rotgers (MEV)
- Frontal d'altar de Sant Esteve de Llanars (in situ)

|  |  |  |

### Altres suports
- Tapís de la Creació (Museu Capitular de la catedral de Girona)
- Evangeliari de Godescalc o de Carlemany. S. VIII (Biblioteca Nacional de França)
- Beatus de Girona (Museu Capitular de la catedral de Girona)
- Coberta esmaltada del MIssal de Sant Ruf, s. XII (Museu de la Catedral de Tortosa)
- Pala d'oro de la Basílica de Sant Marc de Venècia
- Urna de Sant Domènec de Silos (Museu de Burgos)

|  |  |  |  |